# Deutsches Zollmuseum

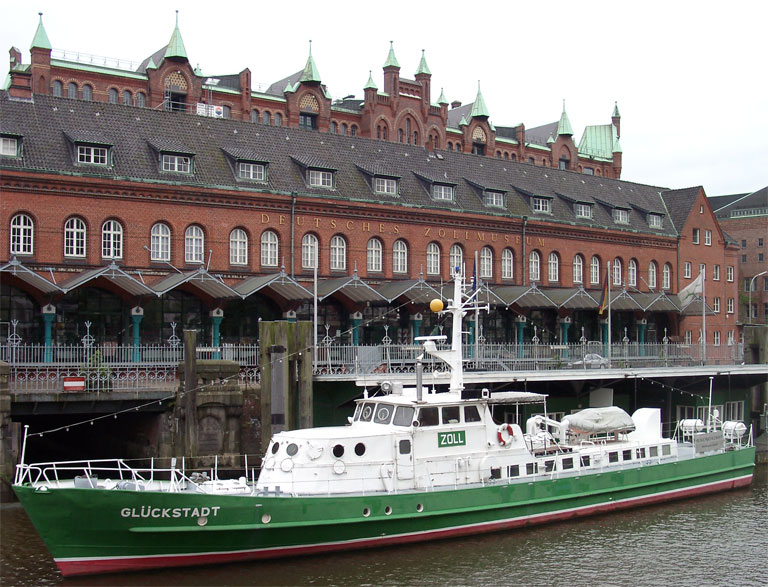
Frontansicht des Gebäudes mit dem mittlerweile verschrotteten Zollkreuzer Glückstadt

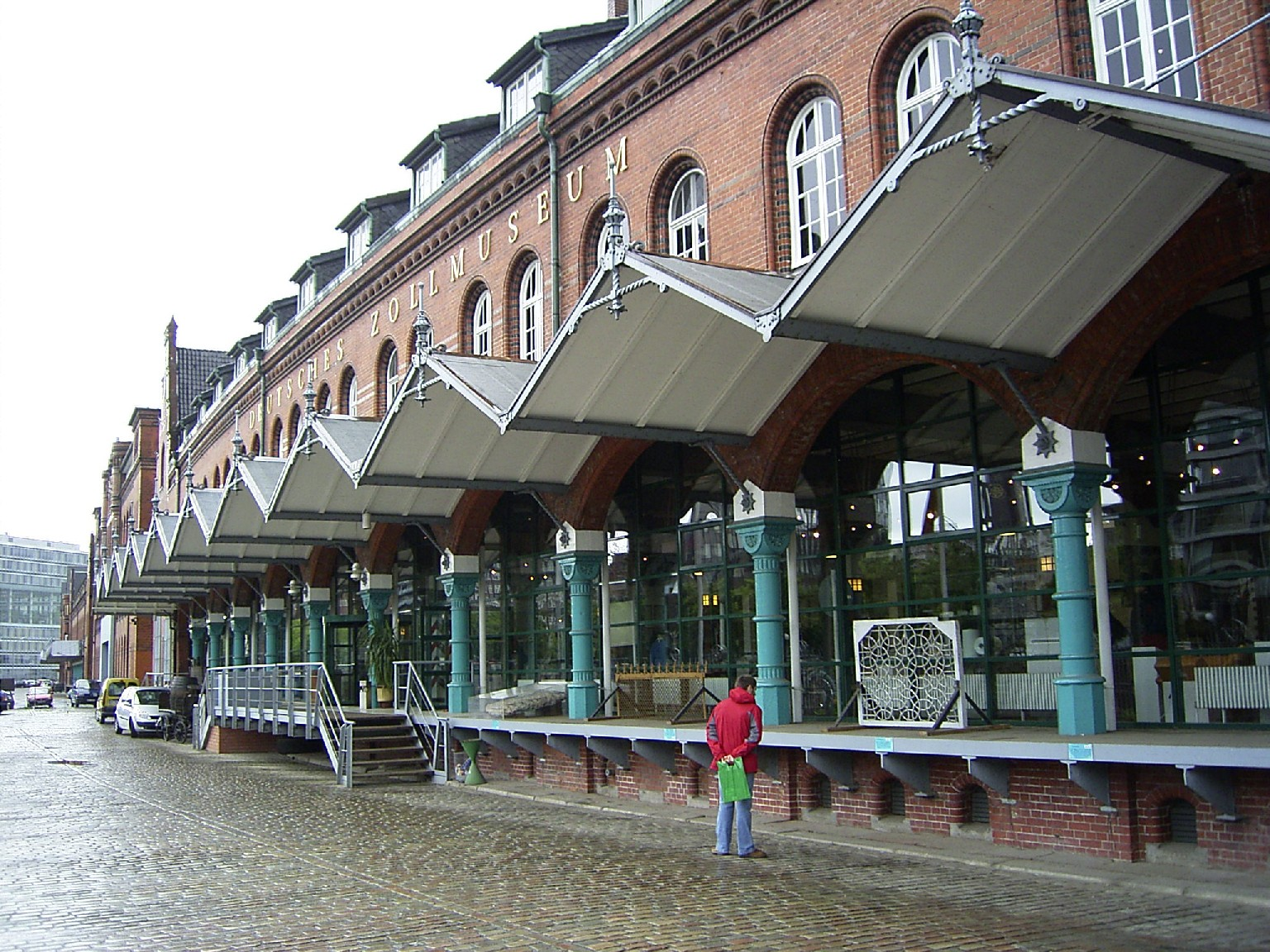
Eingang des Zollmuseums

Das Deutsche Zollmuseum ist das nationale Zollmuseum über die Vergangenheit und Gegenwart des Zolls. Es befindet sich auf dem Gelände des ehemaligen Hamburger Zolls.

## Geschichte
Das Deutsche Zollmuseum ist der Nachfolger des im Zweiten Weltkrieg zerstörten Reichszollmuseums in Berlin. Entstanden ist das Zollmuseum unter anderem auch aus den Exponaten des Zollmuseums im damaligen Zollkriminalinstitut in Köln. Dieses Kölner Museum wurde nach der Abgabe der Exponate an das Deutsche Zollmuseum aufgelöst. 2015 übernahm das Deutsche Zollmuseum auch die Sammlung des ehemaligen Steuermuseums in Brühl bei Köln. Ebenfalls wurde die Sammlung des Zollmuseums in Hamburg integriert, als dessen Gründer der ehemalige Zollbeamte Werner Fox († 22. Januar 2016) gilt, der auch über die Geschichte des Wasserzolldiensts publiziert hat.
Das Museum wurde am 21. Mai 1992 im ehemaligen Zollamt Kornhausbrücke in Hamburgs historischer Speicherstadt eröffnet. In den Jahren 2006 bis 2008 wurde die Dauerausstellung modernisiert. 2001 hatte das Zollmuseum 118.000 Besucher.

## Sammlung und Ausstellung
Das Zollmuseum zeigt auf 800 Quadratmetern Ausstellungsfläche rund 1.000 Objekte. Die (Präsenz-)Bibliothek des Deutschen Zollmuseums soll mit 6000 zollhistorischen Büchern von der Antike bis zur Neuzeit die umfangreichste Sammlung in Deutschland sein.

### Gebäude und Außengelände
Das Gebäude des Zollmuseums wurde 1900 errichtet und liegt am Zollkanal direkt neben der Kornhausbrücke. Bis 1984 diente das Zollamt Kornhausbrücke der Einfuhrzoll-Abfertigung für Teppiche.

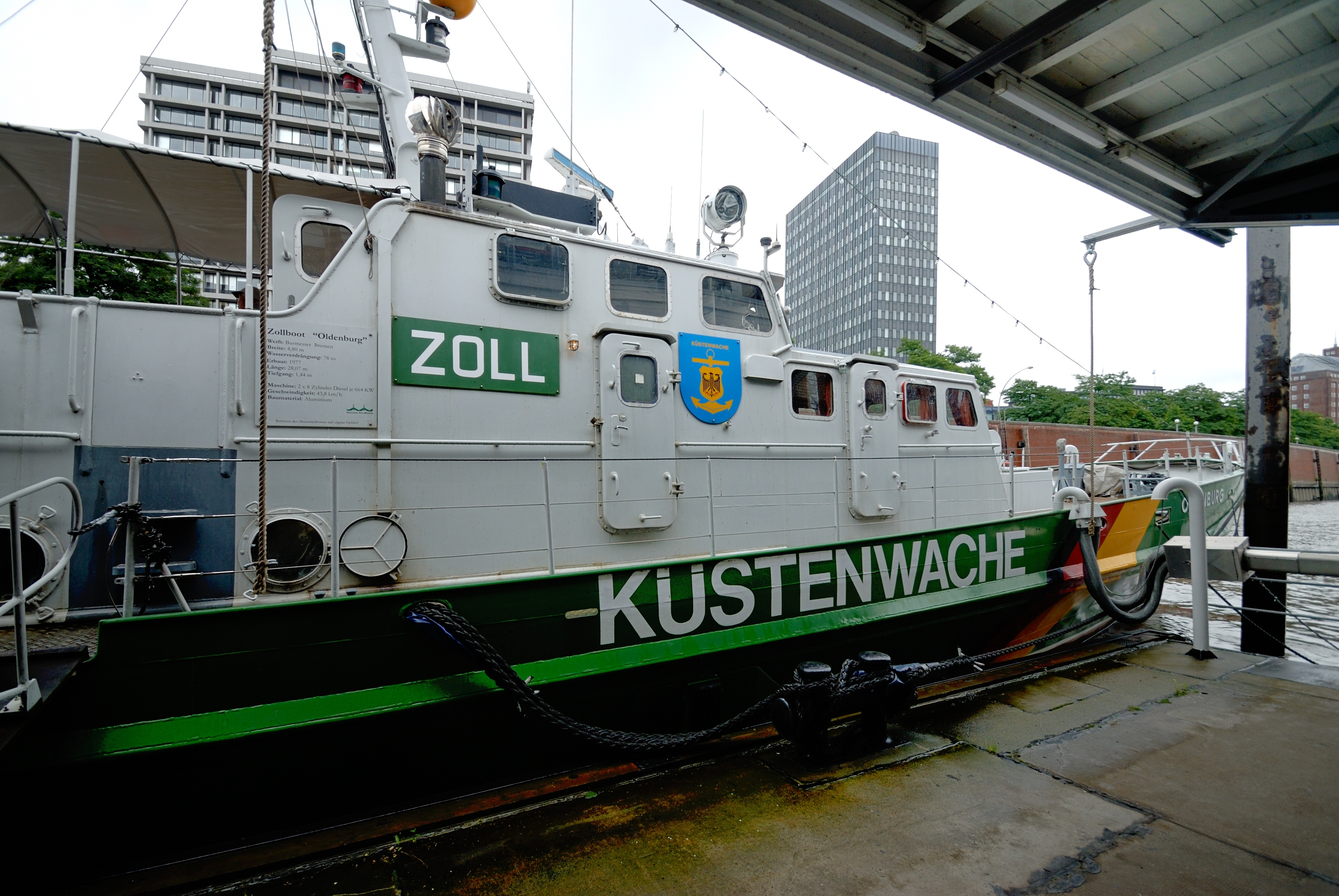
Zollboot Oldenburg (Museumsschiff)

Vor dem Museum ist ein schwimmendes Abfertigungsgebäude eines aufgegebenen Hamburger Zollamtes vertäut. Dort war bis zum Sommer 2005 der Zollkreuzer Glückstadt als Museumsschiff zu besichtigen. Nach dessen Verschrottung wurde er durch die Oldenburg ersetzt.

### Erdgeschoss: Der Zoll heute
Das Erdgeschoss widmet sich dem heutigen Zoll und seinen Aufgabenbereichen. Der „grenzlose“ Zoll in der Europäischen Union, soziale Gerechtigkeit, der Welthandel, Produktpiraterie, Artenschutz, Waffen und Rauschgifte sowie verschiedene Verbrauchssteuern werden thematisiert und unter anderem beschlagnahmte Gegenstände und Schmuggelverstecke präsentiert. Die Exponate wie alte Uniformen und technische Hilfsmittel wurden zum Großteil von Zollbeamten privat zusammengetragen und für die Präsentation aufbereitet.

### Obergeschoss: Der Zoll früher
Das Obergeschoss im Ausstellungsgebäude widmet sich dem Zoll früherer Zeiten, von den Römischen Provinzen bis in die Zeit von Bundeszollverwaltung und Zollverwaltung der DDR. Exponate aus verschiedenen Epochen, dem Mittelalter, der Zeit deutscher Kleinstaaten, der Gründungszeit des deutschen Zollvereins und des Deutschen Kaiserreiches von 1871, der Weimarer Republik, des Dritten Reiches und der deutschen Teilung, veranschaulichen die Geschichte des Zolls.